# 苏连硕
苏连硕（1940年—2023年1月12日），男，汉族，天津宝坻人，中国教师、作家，中国作家协会会员、中国大众文学学会会员，毕业于沧州师范学院中文系。

## 生平
1940年，出生于今天津市宝坻区大口屯镇西寨村。高中就读于南开中学。1961年，毕业于沧州师范学院中文系。1961年至1977年，河北省故城县郑口中学任语文教师。1977年至1981年，香河县刘宋中学任语文教师。1981年至1990年，任香河一中语文教师。1990年至2000年，于宝坻师范任语文教师。2000年，退休于宝坻三中。2010年，加入中国作家协会。
2023年1月12日，逝世于天津宝坻。

## 代表作品
- 《榴园小品》
- 《湖光心影》
- 《黎明星宇》
- 《黎明吻痕》
- 《黎明回声》